# Emil Victor von Sperber
Emil Victor Beckerath Eugen Sperber, seit 1869 von Sperber (* 27. April 1848 in Kleszowen; † 17. Oktober 1903 ebenda) war Rittergutsbesitzer und Mitglied des Deutschen Reichstags. Er war Herr auf Kleszowen mit Charlottenwalde sowie Broszaitschen. Ferner war er Ehrenritter des Johanniterordens.

## Herkunft
Seine Eltern waren der Rittergutsbesitzer und Reichstagsabgeordnete Emil von Sperber (1815–1880) und dessen Ehefrau Emma Stabenow (1819–1891),

## Leben
Sperber besuchte das Friedrichs-Gymnasium in Gumbinnen und das Kneiphöfische Gymnasium in Königsberg. Danach studierte er an der Universität Jena und am landwirtschaftlichen Seminar Jena. Er nahm als 1870/71 als Freiwilliger am Krieg gegen Frankreich beim Litthauischen Dragoner-Regiment Nr. 1 (Prinz Albrecht von Preußen) teil. Seit 1872 war er Rittergutsbesitzer auf Broszaitschen und seit dem Ableben des Vaters Emil von Sperber auf Kleszowen und Broszaitschen. Weiter war Kirchenpatron und Amtsvorsteher sowie Ehrenritter des Johanniterordens.
Von 1890 bis zu seinem Tode war er Mitglied des Deutschen Reichstags für den Reichstagswahlkreis Regierungsbezirk Gumbinnen 4 und die Deutschkonservative Partei.

## Familie
Er heiratete am 30. Dezember 1879 in Launingken Anna Aurora Mathilde Ida von Sanden (* 19. September 1857; † 21. April 1881). Nach dem Tod seiner ersten Frau heiratete er am 7. August 1893 Berta Julie Marie Mathilde Klotz (* 16. August 1872). Das Paar hatte eine Tochter Julie Emma Helene Berta (* 14. Mai 1894).